# Aubazines
Aubazines (okzitanisch Obasina) ist eine französische Gemeinde mit 860 Einwohnern (Stand 1. Januar 2022) im Département Corrèze in der Region Nouvelle-Aquitaine; sie gehört zum Arrondissement Brive-la-Gaillarde und zum Kanton Midi Corrézien. Die Einwohner nennen sich  Aubazinois(es).

## Geografie
Tulle, die Präfektur des Départements, liegt ungefähr 19 Kilometer nordöstlich, Brive-la-Gaillarde etwa 14 Kilometer leicht südwestlich und Beaulieu-sur-Dordogne rund 32 Kilometer südöstlich. Die Gemeinde liegt am linken Ufer des Flusses Corrèze. Der Coiroux, ein Nebenfluss der Roanne, bildet die Grenze zur benachbarten Gemeinde Palazinges.
Von seiner geringsten Höhe von 126 Metern im Westen an den Ufern der Corrèze steigt das Gelände im Südosten am Puy de Pauliac bis auf über 520 Meter an. Der Gemeindekern liegt auf einem Vorgebirge, das den Coiroux mit mehr als 150 Metern überragt. Der ungefähr 24 ha große Lac du Coiroux befindet sich etwa fünf Kilometer nordöstlich.

### Nachbargemeinden
Nachbargemeinden von Aubazines sind Cornil im Norden, Le Chastang im Osten, Palazinges im Süden, Dampniat im Südwesten und Saint-Hilaire-Peyroux im Nordwesten.

### Verkehr
Die Anschlussstelle 49 zur Autobahn 20 liegt etwa 16 Kilometer nordwestlich. Die ehemalige Nationalstraße 89, nach dem Bau der Autobahn 89 nur noch Départementsstraße 1089, streift östlich das Gemeindegebiet. Die Bahnstrecke Coutras–Tulle durchquert das Gemeindegebiet von West nach Nord, Einstiegspunkt ist der Gare d’Aubazine.

## Geschichte
Aubazine, ursprünglich Obazine, später dann Aubazine und heute Aubazines (das „S“ am Ende resultierte aus einer fehlerhaften Übertragung in einer Karte), war im 12. Jahrhundert eine Klostergründung durch den Zisterzienser Saint Étienne d’Obazine. Kurze Zeit später entstand einige hundert Meter entfernt ein Nonnenkloster (Kloster Coyroux) in Coyroux. Die Klöster bestanden bis zur Französischen Revolution. Damals war Aubazines eine Dependance von Cornil.
Im letzten Drittel des 20. Jahrhunderts waren die Örtlichkeiten Gegenstand größerer archäologischer Ausgrabungen durch die Historikerin Bernadette Barrière.

### Gare d’Aubazine
Der kleine Ort Gare d’Aubazine, auf dem Gemeindegebiet von Saint-Hilaire-Peyroux gelegen, ist ein integraler Bestandteil der Geschichte von Aubazines und Dampniat, weit mehr als der von Saint-Hilaire, sollte dieser Bahnhof doch zuerst Gare de Dampniat heißen. Doch dieser Ort war vollkommen unbekannt und darüber hinaus auch schwer zu buchstabieren, Saint-Hilaire war zu weit entfernt.
Aubazine, dieser Name verbindet acht Jahrhunderte Geschichte mit einem großen touristischen Renommée: eine beachtenswerte Kirche, zwei Klöster und über wilde Schluchten hängende Kanäle sowie markante Felsformationen und Megalith-Bauwerke. Ab 1932 wurde die Eisenbahn im Nahverkehr durch einen Bus ersetzt, doch der Ort entwickelte sich weiterhin positiv.

### Wappen
Beschreibung: Der Schild ist gespalten und in Rot rechts  zwei goldenen Sterne unter einer goldenen Mittagssonne und  links in Blau einen abnehmenden silbernen Halbmond über zwei silberne Sterne.

## Bevölkerungsentwicklung
| Jahr      | 1962 | 1968 | 1975 | 1982 | 1990 | 1999 | 2007 | 2018 |
| Einwohner | 677  | 669  | 642  | 673  | 788  | 737  | 829  | 901  |

## Sehenswürdigkeiten
- Das Kloster Obazine  Saint-Étienne, Zisterzienserkloster aus dem 12. und 18. Jahrhundert, ist seit 1840 als Monument historique klassifiziert[1]. Hier befindet sich seit einigen Jahren eine kleine katholisch-byzantinische Gemeinschaft.
- Der Cromlech vom Puy de Pauliac, neolithisches Steingehege, ist seit 1889 als Monument historique klassifiziert[2].
- Der Canal des moines, in mittelalterliches Bewässerungssystem aus dem 12. Jahrhundert, das auch heute noch betrieben wird, ist seit dem 12. April 1965 als Monument historique klassifiziert[3].
- Das Kloster Coyroux, Zisterzienserkloster aus dem 12. und 17. Jahrhundert, ist seit dem 13. Oktober 1988 als Monument historique klassifiziert[4].
- Der Dolmen von Rochesseux, eine kleine neolithische Megalithanlage[5]
- Der Fels Saut de la bergère, eine markante 70 Meter hohe Felsformation, die am Canal des moines hervorragt. Der Legende nach soll sich dort eine Hirtin, aus Angst vor Entehrung, hinuntergestürzt haben.
- Das Touristikzentrum des Lac du Coiroux

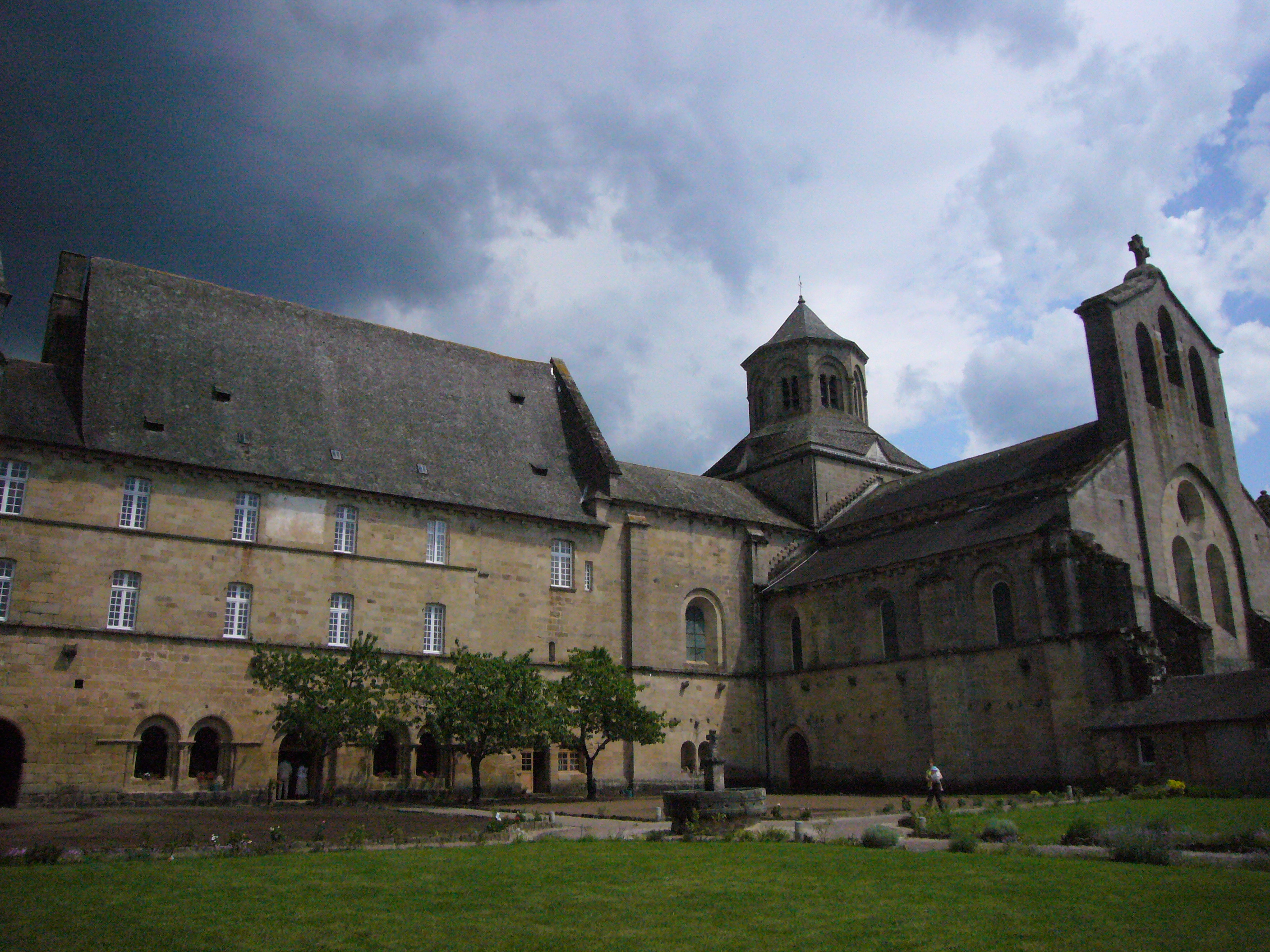
Abteikirche und Kloster
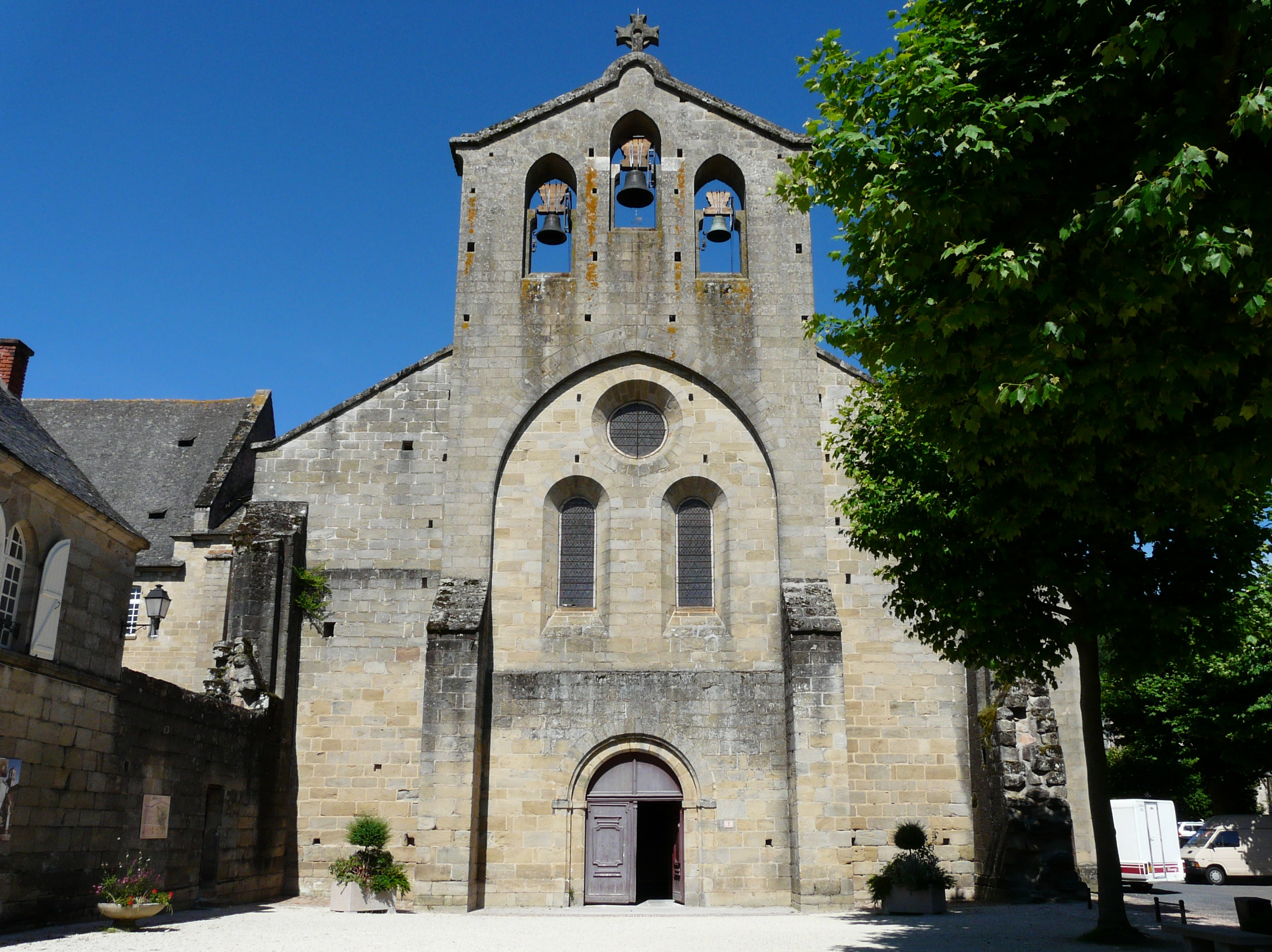
Westseite der Abteikirche
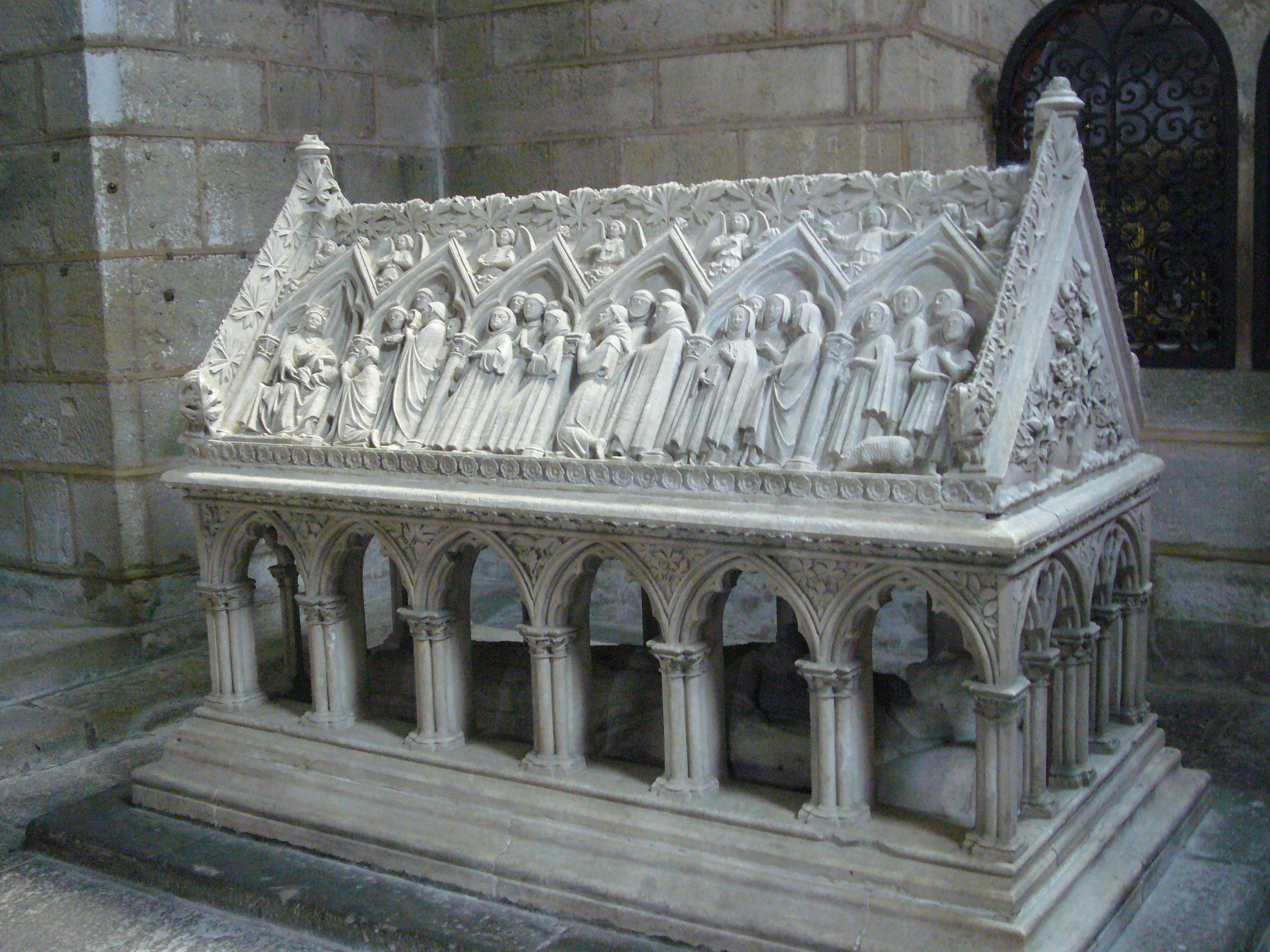
Grabstätte des Saint-Étienne
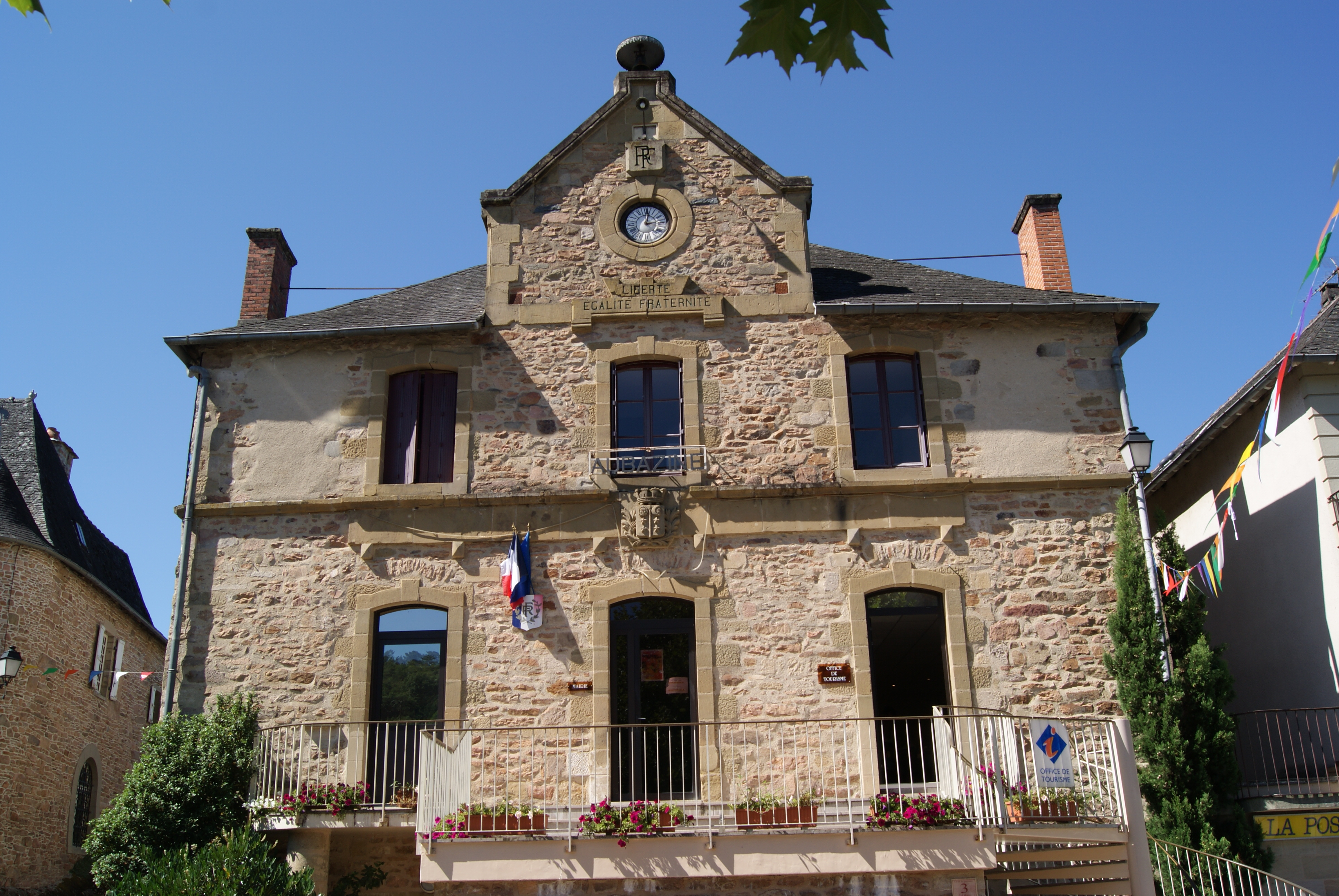
Rathaus von Aubazines
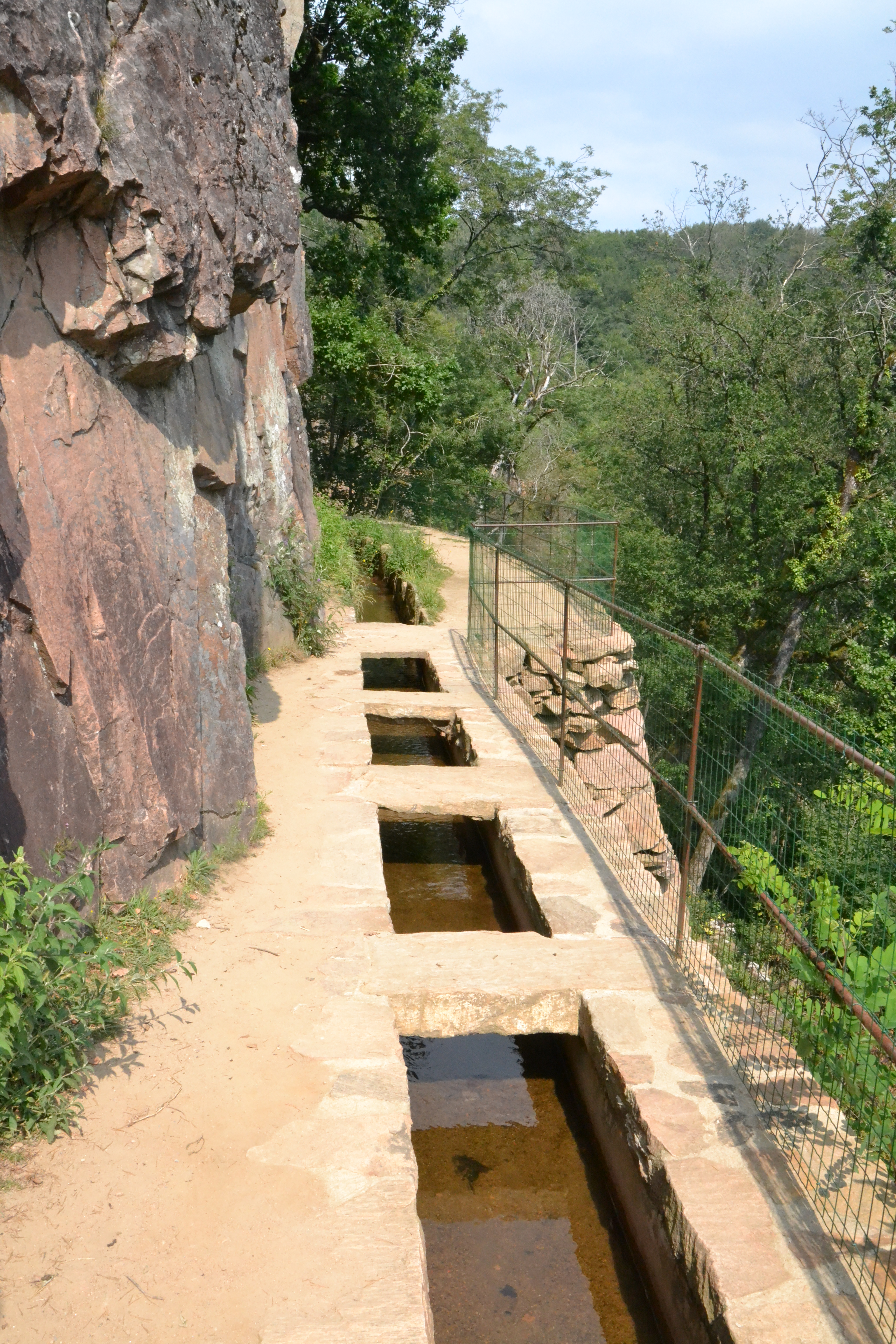
Canal des moines
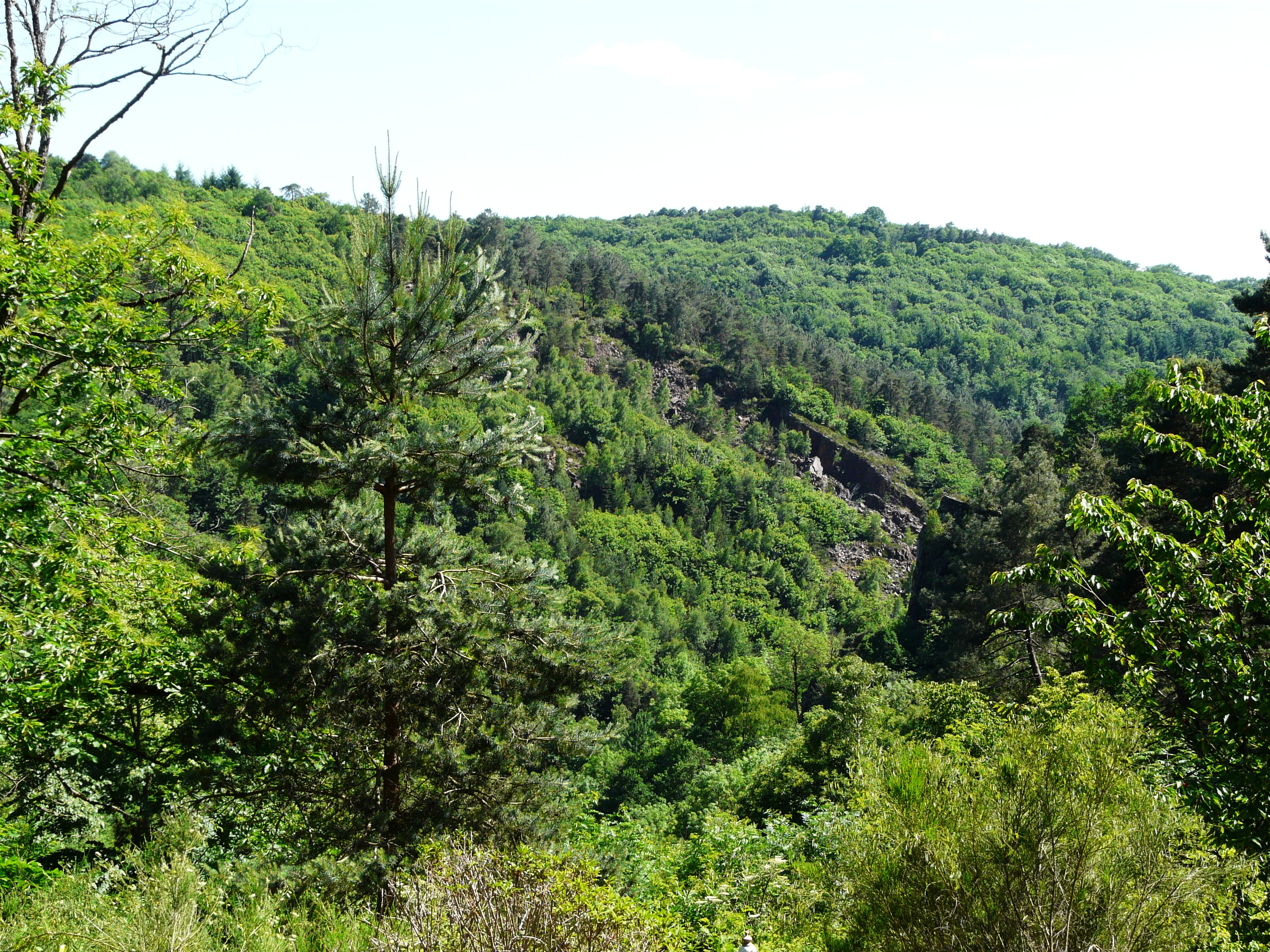
Saut de la bergère

## Persönlichkeiten
- Coco Chanel (1883–1971), französische Modedesignerin und Begründerin des Chanel-Modeimperiums verbrachte sechs Jahre im Waisenhaus von Aubazines
- Bernadette Barrière (1936–2004), französische Historikerin, Universität von Limoges
- Thierry Chevanaud (* 1965), französischer Autor und Produzent, veranstaltet seit 2007 jährliche mittelalterliche Live-Shows in Aubazines